# Storchenturm Lahr

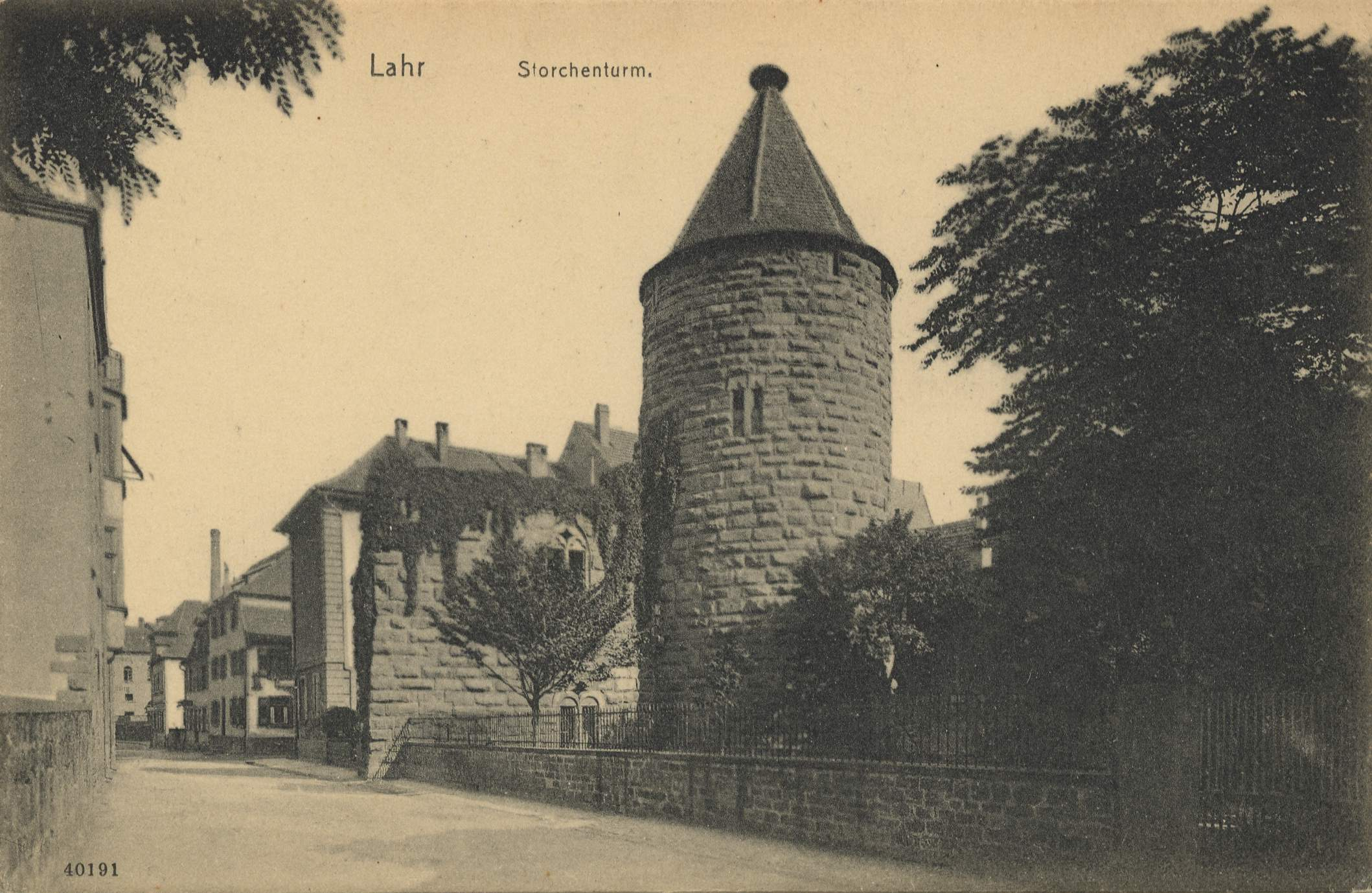
Storchenturm auf einer Postkarte um 1900

Der Storchenturm Lahr, auch Burg Lahr genannt, ist der erhaltene Rest einer mittelalterlichen Wasserburg und das Wahrzeichen der Stadt Lahr. Er trägt seinen Namen von den Störchen, die bis in die 1960er Jahre dort regelmäßig brüteten und in den Feuchtwiesen um die Stadt Nahrung fanden.

## Geschichte
Die Lahrer Burg ist womöglich von den Herren von Geroldseck zwischen 1220 und 1235 errichtet worden. Im Jahr 1250 jedenfalls wurde Walter I. von Geroldseck mit seinem Sohn „in seiner Burg zu Lahr“ durch Konrad von Freiburg festgesetzt. Nach der Geroldsecker Hausteilung von 1277 wurde sie Stammburg der Unteren Herrschaft (Herrschaft Lahr-Mahlberg). Als die Lahr-Mahlberger Linie mit Heinrich III. von Geroldseck 1426 im Mannesstamm ausstarb, fiel das Erbe an Graf Johann I. von Moers-Saarwerden. 1442 verpfändeten die Grafen von Moers-Saarwerden die Hälfte des Lahr-Mahlberger Erbes an die Markgrafen von Baden, die schließlich 1497 ihren Teil käuflich erwarben, womit sich die Herrschaft fortan jeweils zur Hälfte im Besitz der Markgrafen von Baden und der Grafen von Moers-Saarwerden befand. Ersteren folgten 1533 die Markgrafen von Baden-Baden, letzteren folgten 1527 die Grafen von Nassau-Saarbrücken. Die religiösen Spannungen zwischen den katholischen Baden-Badenern und den protestantischen Nassauern führten unter Markgraf Wilhelm von Baden-Baden 1629 zur Realteilung des Kondominats Lahr-Mahlberg durch Losentscheid, wobei Mahlberg an Baden-Baden, Lahr an verschiedene Linien des Hauses Nassau ging (Nassau-Saarbrücken, Nassau-Weilburg, Nassau-Usingen). Die Burg überstand den Dreißigjährigen Krieg ohne Schäden, wurde jedoch am 15. September 1677 von den Franzosen unter François de Créquy zerstört und bei einem Erdbeben am 3. August 1728 derart geschädigt, dass sie nach Kauf durch die Stadt Lahr 1757 bis auf den heutigen Storchenturm abgetragen wurde. Letzterer fungierte noch bis 1861 als Gefängnis.

## Anlage
Die Niederungsburg war eine regelmäßige Rechteckanlage mit vier runden Türmen in den Ecken und folgte damit dem bekannten spätstaufischen Typus wie er auch in Sizilien mit dem Castello Ursino in Catania und dem Castello Maniace in Syrakus existiert. Er kommt aus dieser Zeit in Deutschland sonst nur noch beim benachbarten Schloss Dautenstein in Seelbach und bei der Burg Neuleiningen vor.
Der Storchenturm war der Nordturm der Anlage und beherbergt heute eine kleine Ausstellung zur Geschichte der Wasserburg. Von seiner Aussichtsplattform bietet sich ein schöner Rundblick über die Altstadt und auf die Vorberge.
Der Ostturm wurde in den 1980er Jahren freigelegt und befindet sich im Untergeschoss des ehemaligen Cafés Kopf (Marktstraße, nicht mehr zu besichtigen). Die Fundamente des Südturms wurden in den 1960er Jahren beim Bau des Kaufhauses freigelegt und beseitigt, der Westturm wurde 2003 unter einer Betondecke vergraben.
Im Juni 2011 wurde der Storchenturm gesperrt, da Sandsteinteile herabzufallen drohten und Risse im Mauerwerk entdeckt wurden. Nach einer aufwändigen Sanierung, bei der die Statik des Turms stabilisiert und umfangreiche Sandsteinrestaurierungen vorgenommen wurden, ist er im September 2016 wiedereröffnet worden.